# 楚攻略
楚攻略戦（そこうりゃくせん）は、秦の統一戦争の一部で秦が楚を滅ぼすまでの戦い。

## 攻略戦
紀元前225年、秦王政は、楚を征服したいと思い、対楚戦にどれだけの部隊が必要かを諮問した。李信は、「20万」で充分だと語った。一方で王翦は、「60万」が必要だと語った。秦王政は、王翦が耄碌したものと捉え、若く勇ましい李信の案を採用して侵攻を命じた。王翦はこれを不満に思い、病気を理由に軍職を辞し故郷の頻陽へ帰った。
李信は総兵数20万を二つの部隊に分け、李信は平輿（現在の河南省駐馬店市平輿県）で、蒙恬は寝丘（現在の安徽省阜陽市臨泉県）で楚軍を破った。
さらに、李信と蒙恬は、楚の首都郢（寿春、現在の安徽省淮南市寿県）周辺を攻め、再び楚軍を破る。
しかし、城父で李信と蒙恬が合流した所を項燕が指揮を執る楚軍が急襲、楚軍は三日三晩一切休まずに攻め続け、李信軍を大いに打ち破った。秦軍は2つの城壁を破られ、7人の都尉を失う大敗を喫し、潰走した（城父の戦い）。
秦王政は敗戦の報を聞いて激怒した。自ら頻陽へ急行して王翦に謝罪し、「私が将軍の策を用いなかったばかりに、李信が秦軍を辱めた。日々、楚軍は西へ進軍している。あなたほどの者が私を見捨てようというのか」と、再び将軍として軍を率いてくれるよう懇願した。これに王翦は「大王がどうしてもこの老臣をお用いになるというならば、60万の兵を与えてくだされ」と返した。秦王政はこれに従い、王翦に60万の兵を与え、蒙武を裨将軍（副将）とした。
紀元前224年、秦将王翦と蒙武が60万の大軍を率いて楚に侵攻、強固な防衛を攻めで超えるのは困難と判断し王翦は堅守・不出の戦術を採用、項燕の防備に隙ができるように仕向けた後、項燕の軍を奇襲して楚軍を大破、楚王負芻は捕虜となり、項燕は淮水で負芻の異母兄弟である楚の公子昌平君を楚王として擁立して反抗した。
紀元前223年、王翦と蒙武は楚軍を追撃、昌平君・項燕ともども戦死（もしくは自害）し、ついに楚は滅亡し、九江郡となった。
紀元前222年、秦は大いに兵を輿して、王翦と蒙武はついに楚の江南を平定する。また、東越の王を降して、会稽郡を置いた。翌年、秦は斉を滅亡させ、天下を統一する。